# Ampulex sonani
Ampulex sonani är en  stekelart som beskrevs av Keizo Yasumatsu 1936. Ampulex sonani ingår i släktet Ampulex och familjen Ampulicidae. Inga underarter finns listade i Catalogue of Life.